# Hontianska Vrbica
Hontianska Vrbica (Hongaars: Hontfüzesgyarmat) is een Slowaakse gemeente in het district Levice, dat deel uitmaakt van de regio Nitra. Hontianska Vrbica telt rond de 600 inwoners.

## Naam
Van 1920 tot 1938 heette het dorp Hontianske Ďarmoty, en van 1938 tot 1945 droeg het de Hongaarse naam Hontfüzesgyarmat. Na de Tweede Wereldoorlog kreeg het dorp zijn naam, Hontianska Vrbica, weer terug. De Hongaarse naam verdween echter niet geheel, doordat een groot deel van de inwoners het Hongaars als moedertaal beschouwde.

## Beschrijving

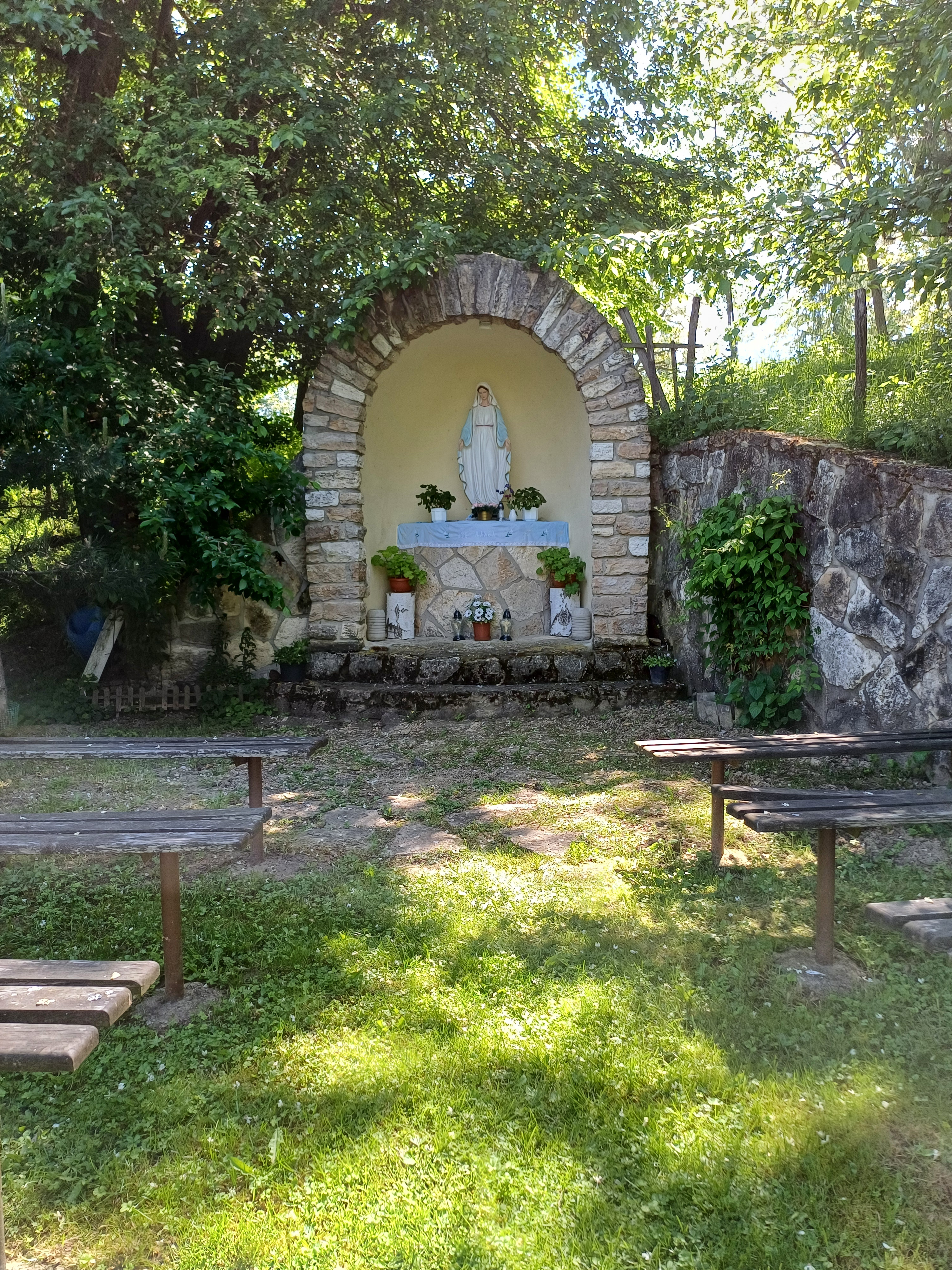
Een kapel gewijd aan De Heilige Maria toebehorend tot de katholieke kerk

Het dorp heeft een oppervlakte van 23,85 km² en ligt op een hoogte van 158 meter. Door de gemeente loopt de beek de Sikenica, niet te verwarren met het naburige dorp dat ook Sikenica heet.

## Geschiedenis
De eerste schriftelijke vermelding van het dorp dateert uit 1272. In de 15e eeuw werd er de rooms-katholieke Sint-Martinuskerk gebouwd. In 1947 vond er een bevolkingsruil plaats, waardoor het aantal Hongaars sprekende inwoners afnam.